# Veríssimo de Lencastre
Veríssimo de Lencastre (Lisbona, 15 novembre 1615 – Lisbona, 12 dicembre 1692) è stato un cardinale e arcivescovo cattolico portoghese.

## Biografia
Nacque a Lisbona il 15 novembre 1615 da Francisco Luís de Lencastre, commendatore dell'Ordine militare di San Benedetto d'Avis e Filipa de Vilhena.
Papa Innocenzo XI lo elevò al rango di cardinale nel concistoro del 2 settembre 1686.
Morì il 12 dicembre 1692 all'età di 77 anni.

## Genealogia episcopale e successione apostolica
La genealogia episcopale è:
- Cardinale Guillaume d'Estouteville, O.S.B.Clun.
- Papa Sisto IV
- Papa Giulio II
- Cardinale Raffaele Riario
- Papa Leone X
- Papa Clemente VII
- Cardinale Antonio Sanseverino, O.S.Io.Hier.
- Cardinale Giovanni Michele Saraceni
- Papa Pio V
- Cardinale Innico d'Avalos d'Aragona, O.S.Iacobi
- Cardinale Scipione Gonzaga
- Patriarca Fabio Biondi
- Papa Urbano VIII
- Cardinale Cosimo de Torres
- Cardinale Francesco Maria Brancaccio
- Vescovo Miguel Juan Balaguer Camarasa, O.S.Io.Hier.
- Papa Alessandro VII
- Cardinale Neri Corsini
- Vescovo Francesco Ravizza
- Cardinale Veríssimo de Lencastre

La successione apostolica è:
- Vescovo Lourenço de Castro, O.P. (1671)
- Vescovo Francisco Barreto (1671)
- Vescovo João de Melo (1671)
- Vescovo Richard Russell (1671)
- Arcivescovo Pedro Alencastre (1672)
- Vescovo José Antonio de Lencastre, O.Carm. (1677)
- Vescovo Gregório dos Anjos, C.S.J. (1678)
- Vescovo António de Santa Maria, O.F.M.Ref. (1678)
- Vescovo Valerio de São Raimundo, O.P. (1683)
- Arcivescovo João de Sousa (1684)
- Arcivescovo Simão da Gama (1685)
- Arcivescovo Alberto de São Gonçalo da Silva, O.S.A. (1686)
- Arcivescovo Manoel da Ressurreição, O.F.M. (1687)
- Vescovo Victorino do Porto, O.F.M. (1687)
- Arcivescovo João Franco de Oliveira (1687)
- Vescovo Matias de Figueiredo e Mello (1688)
- Vescovo Pedro da Silva, O.S.A. (1689)
- Vescovo Manuel de Moura Manuel (1689)
- Vescovo Jerónimo Soares (1690)
- Arcivescovo Agostinho da Anunciação, Ordine del Cristo (1690)
- Vescovo João de Casal, O.S.A. (1690)
- Vescovo José Saldanha, O.F.M.Disc. (1690)
- Vescovo Antonio a Saint Theresia, O.F.M. (1692)
- Vescovo Francisco de Lima, O.Carm. (1692)